# Казановка (Челябінська область)
Казановка (рос. Казановка) — селище у Варненському районі Челябінської області Російської Федерації.
Входить до складу муніципального утворення Казановське сільське поселення. Населення становить 443 особи (2017).

## Історія
Від 27 лютого 1927 року належить до Варненського району, спочатку у складі Троїцького округу Уральської області, а відтак — Челябінської області.
Згідно із законом від 9 липня 2004 року органом місцевого самоврядування є Казановське сільське поселення.

## Населення
| 2002 | 2010 | 2011 | 2012 | 2013 | 2014 | 2015 |
| ---- | ---- | ---- | ---- | ---- | ---- | ---- |
| 632  | ↘528 | ↘526 | ↘514 | ↘473 | ↘457 | ↘447 |
| 2016 | 2017 |      |      |      |      |      |
| ↘426 | ↗443 |      |      |      |      |      |